# واربی پارکر

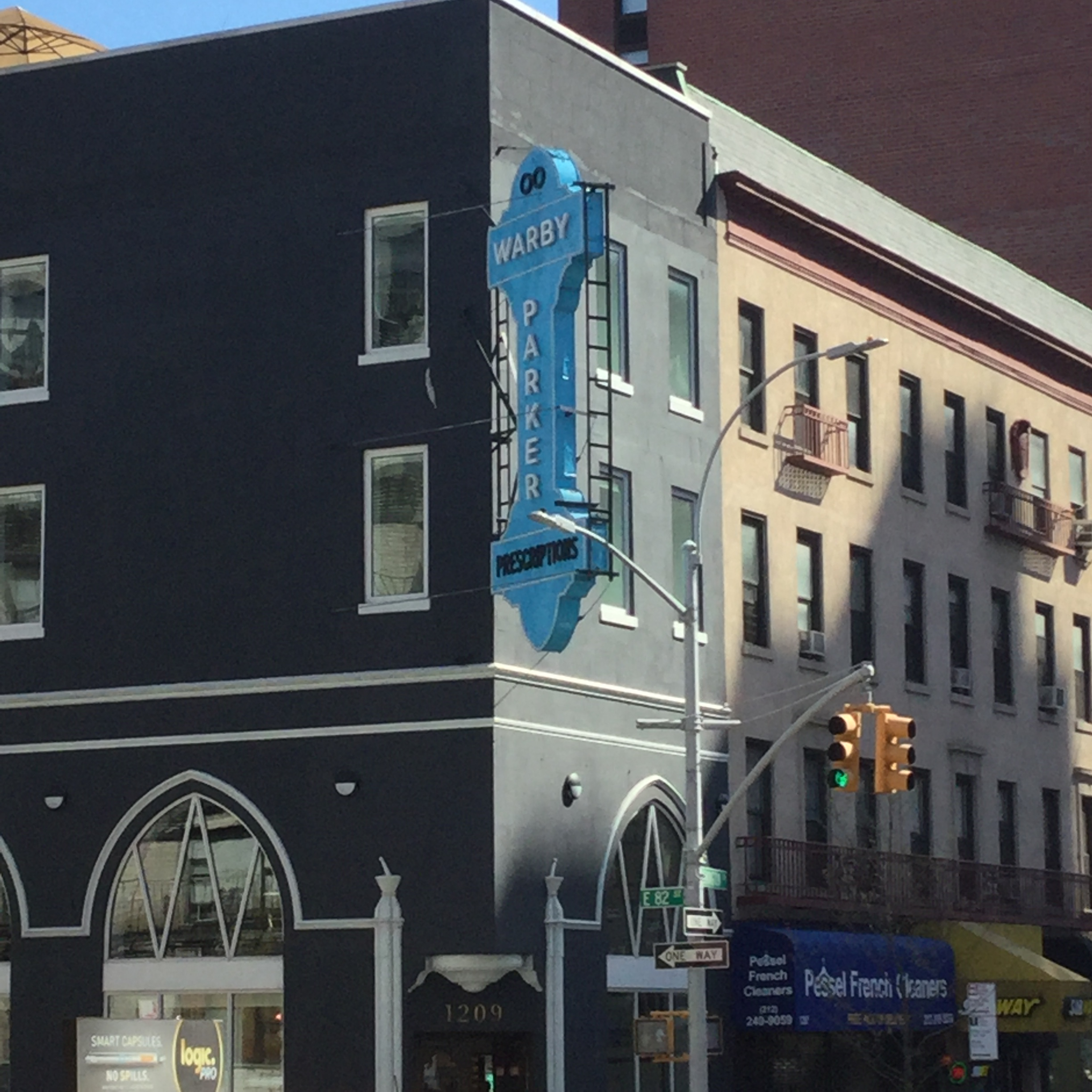
نگاره‌ای از ساختمان واربی پارکر در منهتن - ۲۰۱۶

واربی پارکر (Warby Parker) یک خرده‌فروش عینک‌های طبی و آفتابی آمریکایی است که در شهر نیویورک تأسیس شد. این فروشگاه در ابتدا محصولات خود را از طریق وبسایت به فروش می‌رسانید، اما بعدها فروشگاه‌های خود را در آمریکا و کانادا نیز راه‌اندازی کرد.

## تاریخچه
این شرکت توسط نیل بلومنتال، آندره هانت، دیوید گیبوا، و جفری ریدر در سال ۲۰۱۰ در فیلادلفیا تأسیس شد که همگی دانشجوی دانشکده بیزنس وارتون بودند و دفتر مرکزی آن در شهر نیویورک راه اندازی شد. اسم رسمی این شرکت هم‌اکنون Jand Inc. بوده و واربی پارکر (Warby Parker) اسم برند این شرکت می‌باشد.
واربی پارکر در ابتدا به صورت یک استارت آپ در مدرسه وارتون دانشگاه پنسیلوانیا، جایی که مؤسسان این شرکت در آنجا مشغول به تحصیل بودند راه اندازی شد. این شرکت استارت آپی، کار خود را با ۲۵۰۰ دلار بودجه آغاز کرد و در فوریه ۲۰۱۰ تأسیس شد. مدت زمان زیادی نگذشته بود که شرکت‌ها و نهادهای متعددی از جمله مجله وگ اقدام به حمایت مالی از این شرکت نمود. به طوری که تا ماه مه ۲۰۱۱ میزان سرمایه این شرکت به ۲٫۵ میلیون دلار رسید. واربی پارکر توانست با ارائه محصولات با کیفیت و جذب مشتری، سرمایه خود را به سرعت افزایش دهد. این شرکت توانست در سال ۲۰۱۱ با داشتن ۶۰ کارمند بیش از ۱۰۰ هزار عینک را به فروش رساند. تعداد کارمندان این شرکت تا پایان سال ۲۰۱۲ به ۱۰۰ نفر رسید. ارزش شرکت نیز در آوریل ۲۰۱۵ معادل ۱٫۲ میلیارد دلار تخمین زده شد.
در سال ۲۰۱۶ این شرکت تصمیم گرفت که با سرمایه ای معادل ۱۶ میلیون دلار اقدام به راه اندازی کارخانه تولیدی عینک‌های برند خود را در زمینی به مساحت ۳۴ هزار فوت مربع کند. این کارخانه سرانجام در سال ۲۰۱۷ با ۱۳۰ کارمند راه اندازی شد.

## خرده فروشی
این شرکت در ابتدا عینک‌های خود را به صورت آنلاین و از طریق فروشگاه‌های خود در آمریکا و کانادا به فروش می‌رساند. طرح ویژه امتحان در منزل، این امکان را به مشتریان می‌داد تا ۵ عینک را از وبسایت انتخاب کرده و آنها را در منزل امتحان کنند و پس از انتخاب عینک مورد نظر تنها مبلغ آنرا پرداخته و مابقی عینک‌ها را عودت دهند. امکان آپلود عکس شخصی خود توسط مشتریان و امتحان کردن قاب‌های عینک متعدد به صورت مجازی از طریق اپلیکیشن موبایل از دیگر قابلیت‌های منحصر به فردی بود که برای اولین بار توسط واربی پارکر در اختیار مشتریان عینک قرار گرفت.
واربی پارکر در سال ۲۰۱۰ رسماً کار خود را با فروش آنلاین عینک شروع کرد و در سال ۲۰۱۳ اولین فروشگاه خود را افتتاح کرد. طی سال‌های بعد با رونق گرفتن این کسب و کار، فروشگاه‌های فیزیکی متعددی در سراسر کشور راه اندازی کرد تا به تدریج بتواند برند خود را در بازار مطرح کند. واربی پارکر به دنبال گسترش هر چه بیشتر کسب و کار خود، اولین همکاری مشترک خود را با Nordstrom در سال ۲۰۱۵ آغاز کرد. این شرکت توانست تا سال ۲۰۱۷ تعداد شعبات خود را به ۷۱ شعبه در ۲۸ ایالت آمریکا گسترش دهد.
بنیانگذاران واربی‌پارکر در خصوص مشتریان بسیار متفکرانه و هوشمندانه عمل می‌کردند و بیش از هر برند دیگری به مشتریانشان گوش می‌دادند. آنها می‌دانستند که برای تبلیغات مؤثر، باید از پشت میزهای خود بلند شوند و به میان مردم بروند و حرف آنها را بشنوند.
واربی پارکر به کمک مدل کسب و کار "یکی در ازای یکی" موفق شد که با فروش محصولات خود، حدود ۱۰۰٫۰۰۰ عینک را به افراد نیازمند اهدا کند.

## تولیدات
واربی پارکر هم‌اکنون محصولاتش را توسط خودش تولید می‌کند و آنها را به صورت مستقیم از طریق وبسایت و فروشگاه‌های فیزیکی خود به مشتریان خود عرضه می‌کند. این شرکت مواد اولیه برای ساخت عینک‌های خود، از جمله استات را از ایتالیا خریداری کرده و فریم‌های عینک خود را در کارخانه‌های چینی و با همان کیفیتی که سایر شرکت‌های صاحب نام از جمله Luxottica طراحی می‌کنند، تولید می‌کند. بدین ترتیب عینک‌های با کیفیت این شرکت با قیمت‌های پایین از جمله ۹۵ دلار، ۱۴۵ دلار و ۱۹۵ دلاری عرضه می‌گردد که در مقایسه با سایر برندها، قیمت‌هایی رقابتی می‌باشد که همین امر به فروش هر چه بیشتر عینک‌های واربی پارکر کمک کرده‌است. از این رو اکثر مشتریان این شرکت، به‌طور متوسط بیش از ۲ عینک در سال سفارش می‌دهند. (۱٫۵ جفت عینک در سال)
اکثر مشتریان فعلی واربی پارکر هم‌اکنون در رده سنی ۲۵ تا ۳۴ سال هستند. این شرکت علاوه بر تولید عینک‌های طبی و آفتابی، به تولید مونوکل (عینک تک چشمی) نیز می‌پردازد.

## اپلیکیشن واربی پارکر
این اپلیکیشن موبایل به کاربران این امکان را می دهد تا مناسب ترین عینک را براساس چهره‌تان انتخاب کنید.